# مری آدلاید، شاهدخت کمبریج
مری آدلاید، شاهدخت کمبریج (انگلیسی: Princess Mary Adelaide of Cambridge؛ ۲۷ نوامبر ۱۸۳۳ – ۲۷ اکتبر ۱۸۹۷) یکی از اعضای خانواده سلطنتی بریتانیا، نوه جرج سوم، مادربزرگ ادوارد هشتم و جرج ششم و مادر مادربزرگ الیزابت دوم بود. او از زمان ازدواج دوشس تک خطاب می‌شد.